# مارفن هاريس
مارفن هاريس (بالإنجليزية: Marvin Harris)‏ (مواليد 18 أغسطس 1927 - توفي 25 أكتوبر 2001) عالم أنثروبولوجيا أمريكي. ولد في بروكلين، مدينة نيويورك. كاتب غزير الإنتاج، كان شديد التأثير في تطوير المادية الثقافية. في أعماله، جمع بين أفكار كارل ماركس المؤكدة على قوى الإنتاج ورُؤى توماس مالتوس حول تأثير العوامل الديموغرافية على أجزاء أخرى من النظام الاجتماعي الثقافي.
وصّف هاريس العوامل الديموغرافية وعوامل الإنتاج باعتبارها بنية تحتية، وافترض أن هذه العوامل أساسية في تحديد الهيكل الاجتماعي للمجتمع وثقافته. بعد نشر كتاب نشوء النظرية الأنثروبولوجية عام 1968، ساعد هاريس على تركيز اهتمام علماء الأنثروبولوجيا على العلاقات الثقافية-البيئية لبقية حياته المهنية. وقد نُشرت العديد من منشوراته على نطاق واسع بين القُرّاء العاديين.
على مدار حياته المهنية، اجتذب هاريس جمهور من القراء المخلصين وعددًا لا يُستهان به من النقاد على حدٍّ سواء. وأصبح عضوًا دائمًا في الاجتماعات السنوية لجمعية الأنثروبولوجيا الأميركية، حيث كان يُخضِع العلماء الباحثين لاستجواب مكثف في القاعة أو المنصة أو البار. وهو يعتبر عالمًا تخصصيًا مهتم بالعمليات العالمية التي تأخذ في الحسبان الأصول البشرية وتطور الثقافات البشرية.
في كتابه الأخير نظريات الثقافة في عصر ما بعد الحداثة، زعم هاريس أن التبعات السياسية المترتبة على نظرية ما بعد الحداثة كانت ذات تأثير ضار. كان الكتاب دراسة نقدية مشابهة للدراسات التي طورها لاحقًا الفيلسوف ريتشارد وولين وآخرون غيره.

## مسيرته المبكرة
نتيجة ولادة هاريس قبيل فترة الكساد العظيم مباشرة، عاش فقيرًا أثناء طفولته في بروكلين. التحق بالجيش الأمريكي في نهاية الحرب العالمية الثانية واستخدم التمويل من قانون مزايا المحاربين القدامى (G.I. Bill) لدخول جامعة كولومبيا مع جيل جديد من علماء الأنثروبولوجيا الأمريكيين ما بعد الحرب. كان هاريس قارئًا نهمًا أحب أن ينفق ساعات في مضمار السباق وقد طوّر لاحقًا نظام مراهنة رياضي معقد كان ناجحًا كفايةً لأن يؤمن الدعم المادي لزوجته مادلين ولنفسه خلال سنوات دراسته الجامعية.
أنجز هاريس عمله الأول بإشراف أستاذه، تشارلز واغلي، وأنتج بحث أطروحته في البرازيل دراسة قروية غير ملحوظة أُجريت على النهج البوسياني الوصفي في الأنثروبولوجيا وهو النهج ذاته الذي استنكره في وقت لاحق.
بعد تخرجه من الجامعة، تحصّل هاريس على منصب أستاذ مساعد في جامعة كولومبيا، وأثناء تنفيذه بحث ميداني في موزمبيق عام 1957، شهد هاريس سلسلة من التحولات العميقة التي غيرت توجهاته النظرية والسياسية.

## مسيرته الأكاديمية
تحصّل هاريس على شهادة الماجستير عام 1949 والدكتوراه عام 1953من جامعة كولومبيا. أجرى بحثًا ميدانيًا في البرازيل وأفريقيا الناطقة بالبرتغالية قبل التحاقه بالكلية في جامعة كولومبيا. وفي نهاية المطاف أصبح رئيسًا لقسم الأنثروبولوجيا في جامعة كولومبيا. أثناء احتجاجات طلاب كولومبيا عام 1968، كان هاريس من القلائل بين قادة الكلية الذين انحازوا إلى الطلاب عندما تعرضوا للتهديد والضرب من قبل الشرطة. خلال ستينيات وسبعينيات القرن العشرين، أقام في لونيا، ولاية نيوجيرسي.
انضم هاريس بعدئذٍ إلى قسم الأنثروبولوجيا بجامعة فلوريدا عام 1981 ثم تقاعد عام 2000، وأصبح أستاذًا فخريًا للبحوث العليا في الأنثروبولوجيا. شغل هاريس منصب رئيس شعبة الأنثروبولوجيا العامة في جمعية الأنثروبولوجيا الأميركية.
ألّف هاريس سبعة عشر كتابًا. نُشر اثنان من كتبه الجامعية المدرسية بسبعة طبعات «الثقافة، السكان، الطبيعة: مقدمة إلى الأنثروبولوجيا العامة» و«الأنثروبولوجيا الثقافية». امتدت أبحاثه إلى مواضيع العرْق والتطور والثقافة. كان يركز غالبًا على أمريكا اللاتينية والبرازيل، ولكنه ركز أيضًا على جزر الخليج (جزر الباهيا) والإكوادور وموزمبيق والهند.

## التعليم
تعلم في جامعة كولومبيا.

## مؤلفاته المترجمة إلى العربية
- التحريم والتقديس: نشوء الثقافات والدول (Cannibals and Kings: The Origins of Cultures)، ترجمة أحمد م. أحمد، قطر: المركز العربي للأبحاث ودراسة السياسات، 2020.
- مُقدّسات، ومُحرّمات، وحُروب: ألغاز الثّقافة (Cows, Pigs, Wars, and Witches: The Riddles of Culture)، ترجمة أحمد م. أحمد، قطر: المركز العربي للأبحاث ودراسة السياسات، 2017.